# Ferdinand Schaal
Ferdynand Schaal (ur. 7 lutego 1889 we Fryburgu Bryzgowijskim, zm. 9 października 1962 w Baden-Baden) – niemiecki generał z okresu II wojny światowej, uczestnik spisku na życie Hitlera.

## Życiorys
Schaal urodził się 7 lutego 1889 r. we Fryburgu Bryzgowijskim w Badenii. W kwietniu 1939 r., w ramach przygotowań do inwazji na Polskę, Schaal został wykorzystany do kierowania nową 10 Dywizją Pancerną. Kontynuował dowodzenie tą jednostką w czasie kampanii w Polsce, Francji i ZSRR. 16 marca 1942 r., kiedy 10 Dywizja Pancerna powróciła do Francji z krwawej wyprawy na front wschodni, Schaal objął dowództwo LVI Korpusu Pancernego, który atakował stolicę Związku Radzieckiego.  Po porażce w bitwie o Moskwę gen. Schaal, zauważył, że jego żołnierze stracili wolę walki i w obawie o dostanie się do niewoli starali się unikać pobytu na pierwszej linii.  
Funkcję dowódcy LVI KPanc. pełnił do 1 sierpnia 1943 r., kiedy to został dowódcą sił Wehrmachtu w okręgu wojskowym Czech i Moraw.
Jego rola w operacji „Walkiria” polegała na podważeniu roli partii nazistowskiej i ustanowieniu kontroli wojskowej nad Czechami i Morawami. Wieczorem 20 lipca 1944 r. Schaal czekał na polecenia od generała Friedricha Fromma, współinicjatora przewrotu w Berlinie. Nie otrzymał jednak żadnych rozkazów, ponieważ próba zamachu nie powiodła się i Fromm zdecydował się zdradzić pozostałych spiskowców. Następnego dnia Schaal został aresztowany z rozkazu Heinricha Himmlera i uwięziony. W przeciwieństwie do wielu innych członków niemieckiego ruchu oporu, Schaal uniknął egzekucji i przeżył wojnę.

## Odznaczenia
- Krzyż Honorowy dla Walczących na Froncie[3]
- Okucie Ponownego Nadania Krzyża Żelaznego II Klasy (19 października 1939)[3]
- Okucie Ponownego Nadania Krzyża Żelaznego I Klasy (13 maja 1940)[3]
- Krzyż Rycerski Krzyża Żelaznego (13 lipca 1940)[3]
- Złoty Krzyż Niemiecki (8 marca 1942)[3]
- Medal Pamiątkowy 1 października 1938 z okuciem Zamek Praga[3]
- Medal za Kampanię Zimową na Wschodzie 1941/1942[3]
- Odznaka za 25-letnią Służbę w Heer[3]
- Odznaka Pancerna[3]